# Anthony Fontana
Anthony Fontana (Newmark, Delaware, Estados Unidos, 14 de octubre de 1999) es un futbolista estadounidense. Juega de centrocampista y su equipo es el Colorado Springs Switchbacks de la USL Championship.

## Trayectoria
Formado en las inferiores del Philadelphia Union, Fontana debutó por el segundo equipo del club, el Bethlehem Steel FC, en julio de 2016 contra el FC Cincinnati por la USL a los 16 años de edad. Jugó ocho encuentros más en su primera temporada.
Su segundo año en el club, Fontana jugó 11 encuentros para los Steel FC, y disputó un encuentro amistoso por el primer equipo contra el Swansea City.
El 17 de julio de 2017 fichó por el Philadelphia Union como jugador de cantera. Debutó el 3 de marzo de 2018 en la MLS contra el New England Revolution, encuentro en que además anotó su primer gol para el primer equipo. Disputó cincuenta partidos más antes de abandonar la franquicia a finales de 2021 y marcharse a Italia para jugar en el Ascoli Calcio 1898 FC.

## Selección nacional
Fontana nació en Estados Unidos y es descendiente italiano. Disputó el Campeonato Sub-20 de la Concacaf de 2018 por los Estados Unidos.

## Estadísticas
Actualizado al último partido disputado el 18 de mayo de 2025.
| Club | Div.          | Temporada     | Liga  | Liga  | Copas nacionales(1) | Copas nacionales(1) | Copas internacionales(2) | Copas internacionales(2) | Total | Total |
| Club | Div.          | Temporada     | Part. | Goles | Part.               | Goles               | Part.                    | Goles                    | Part. | Goles |
| --- | ------------- | ------------- | ----- | ----- | ------------------- | ------------------- | ------------------------ | ------------------------ | ----- | ----- |
| Philadelphia Union II Estados Unidos                                                                            | 2.ª           | 2016          | 8     | 0     | ―                   | ―                   | ―                        | ―                        | 8     | 0     |
| Philadelphia Union II Estados Unidos                                                                            | 2.ª           | 2017          | 11    | 0     | ―                   | ―                   | ―                        | ―                        | 11    | 0     |
| Philadelphia Union II Estados Unidos                                                                            | 2.ª           | 2018          | 16    | 1     | ―                   | ―                   | ―                        | ―                        | 16    | 1     |
| Philadelphia Union II Estados Unidos                                                                            | 2.ª           | 2019          | 14    | 0     | ―                   | ―                   | ―                        | ―                        | 14    | 0     |
| Philadelphia Union II Estados Unidos                                                                            | Total club    | Total club    | 49    | 1     | 0                   | 0                   | 0                        | 0                        | 49    | 1     |
| Philadelphia Union Estados Unidos                                                                               | 1.ª           | 2018          | 5     | 1     | 1                   | 1                   | ―                        | ―                        | 6     | 2     |
| Philadelphia Union Estados Unidos                                                                               | 1.ª           | 2019          | 8     | 1     | 1                   | 1                   | ―                        | ―                        | 9     | 2     |
| Philadelphia Union Estados Unidos                                                                               | 1.ª           | 2020          | 19    | 6     | ―                   | ―                   | ―                        | ―                        | 19    | 6     |
| Philadelphia Union Estados Unidos                                                                               | 1.ª           | 2021          | 13    | 0     | ―                   | ―                   | 4                        | 2                        | 17    | 2     |
| Philadelphia Union Estados Unidos                                                                               | Total club    | Total club    | 45    | 8     | 2                   | 2                   | 4                        | 2                        | 51    | 12    |
| Ascoli Calcio 1898 FC · Italia                                                                                  | 2.ª           | 2021-22       | 1     | 0     | ―                   | ―                   | ―                        | ―                        | 1     | 0     |
| Ascoli Calcio 1898 FC · Italia                                                                                  | 2.ª           | 2022-23       | 1     | 0     | 1                   | 1                   | ―                        | ―                        | 2     | 1     |
| Ascoli Calcio 1898 FC · Italia                                                                                  | Total club    | Total club    | 2     | 0     | 1                   | 1                   | 0                        | 0                        | 3     | 1     |
| PEC Zwolle · Países Bajos                                                                                       | 2.ª           | 2022-23       | 10    | 0     | ―                   | ―                   | ―                        | ―                        | 10    | 0     |
| PEC Zwolle · Países Bajos                                                                                       | 1.ª           | 2023-24       | 4     | 0     | 0                   | 0                   | ―                        | ―                        | 4     | 0     |
| PEC Zwolle · Países Bajos                                                                                       | 1.ª           | 2024-25       | 0     | 0     | 0                   | 0                   | ―                        | ―                        | 0     | 0     |
| PEC Zwolle · Países Bajos                                                                                       | Total club    | Total club    | 14    | 0     | 0                   | 0                   | 0                        | 0                        | 14    | 0     |
| Colorado Springs Switchbacks Estados Unidos                                                                     | 2.ª           | 2025          | 10    | 1     | 2                   | 2                   | ―                        | ―                        | 12    | 3     |
| Colorado Springs Switchbacks Estados Unidos                                                                     | Total club    | Total club    | 10    | 1     | 2                   | 2                   | 0                        | 0                        | 12    | 3     |
| Total carrera                                                                                                   | Total carrera | Total carrera | 120   | 10    | 5                   | 5                   | 4                        | 2                        | 129   | 17    |
| (1) Incluye datos de la U. S. Open Cup y Copa Italia. (2) Incluye datos de la Liga de Campeones de la Concacaf. |               |               |       |       |                     |                     |                          |                          |       |       |